# Avantgardejazz
Avant-garde jazz (också känt som avant-jazz) är en stil av musik och improvisation som kombinerar element av avant-garde, art music och kompositioner med element av traditionell jazz. Avant-jazz låter ofta väldigt likt frijazz, det som skiljer sig är att den, trots ett väldigt distinktivt avsteg från traditionella harmonier, har förutbestämda strukturer över vilka improvisationen kommer in. Denna struktur kan ibland på förhand vara nedskriven not för not.